# Малаэ (Футуна)
Малаэ (футуна Mala'e) — деревня в округе Ало на юге острова Футуна, Уоллис и Футуна.

## География
Граничит на западе с деревней Таоа, на востоке с деревней Колопелу.
В деревне находится автомобильная заправочная станция и католическая церковь Chapelle de Malaʻe.

## Население
В 2003 году население составило 238 человек. К 2008 году оно упало до 224 человек. В 2013 году в деревне жило 192 человека. Согласно переписи населения 2018 года, в деревне жили 168 человек. 
Большинство населения мигрирует в Новую Каледонию.
| Год  | Численность | Численность |
| ---- | ----------- | ----------- |
| 2003 | 238         |             |
| 2008 | 224         |             |
| 2013 | 192         | [ 4 ]       |
| 2018 | 168         |             |